# Phanotea lata
Phanotea lata là một loài nhện trong họ Zoropsidae.
Loài này thuộc chi Phanotea. Phanotea lata được Charles E. Griswold miêu tả năm 1994.